# Красная гвардия

Красноармеец на памятнике Тарасу Шевченко, открытом в 1935 году в Харькове (Украинская ССР). 2010 год.

Кра́сная гва́рдия — паравоенные формирования, добровольные вооружённые отряды, создававшиеся территориальными партийными организациями РСДРП(Б) для осуществления захвата власти в России в 1917 году.
Отряды (дружины) Красной гвардии являлись основной формой организации вооружённых формирований большевиков во время подготовки и осуществления Октябрьской революции 1917 года. Отряды Красной гвардии общероссийского командования не имели, создавались и расформировывались решениями партийных и советских органов на местах. Красная гвардия является предшественником Рабоче-крестьянской Красной армии.

## Создание и структура

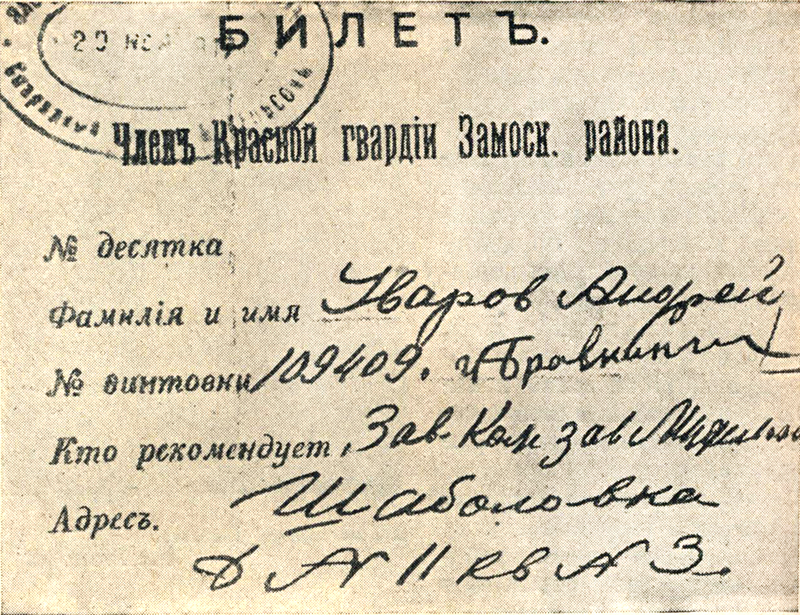
Членский билет красногвардейца

Прообразом Красной гвардии послужили боевые дружины рабочих во время революции 1905 года. Тогда же под создание будущей Красной гвардии было подведено теоретическое обоснование Владимиром Ульяновым (Лениным):
Не в "новых мотивах" нехватка, почтеннейшие Маниловы, а в военной силе, в военной силе революционного народа (а не народа вообще), которая состоит 1) в вооружённом пролетариате и крестьянстве, 2) в организованных передовых отрядах из представителей этих классов, 3) в готовых перейти на сторону народа частях войска. Взятое всё вместе, это и составляет революционную армию.В. И. Ленин. «Последнее слово "искровской" тактики или потешные выборы, как новые побудительные мотивы для восстания»
```
Ближайшей и важнейшей задачей Советов,  выполнение 
которой единственно  гарантирует победу  над всеми
силами  контр-революции  и  дальнейшее  развитие и
углубление революции, партия считает всеобщее воо-
ружение народа и, в частности,  немедленное созда-
ние рабочей красной гвардии во всей стране.
```

Термин красная гвардия получил широкое распространение после его употребления в опубликованной 26 марта 1917 года резолюции Бюро ЦК РСДРП(б) «О Временном Правительстве». Первые дружины, получившие название отрядов Красной гвардии, возникли весной 1917 года в Петрограде, Москве, Киеве, Ревеле, Харькове, Одессе, Самаре, Нижнем Новгороде и других городах Российской республики. Строились эти дружины чаще при предприятиях (хотя были также районные и городские отряды) и входили в подчинение местным Советам и, реже, большевистским комитетам. Крупные централизованные красногвардейские структуры были образованы в Санкт-Петербурге (Главный штаб Красной гвардии) и Москве (Центральный штаб Красной гвардии).

Колонна Красной гвардии на первомайской демонстрации в Петрограде, 1917 год.

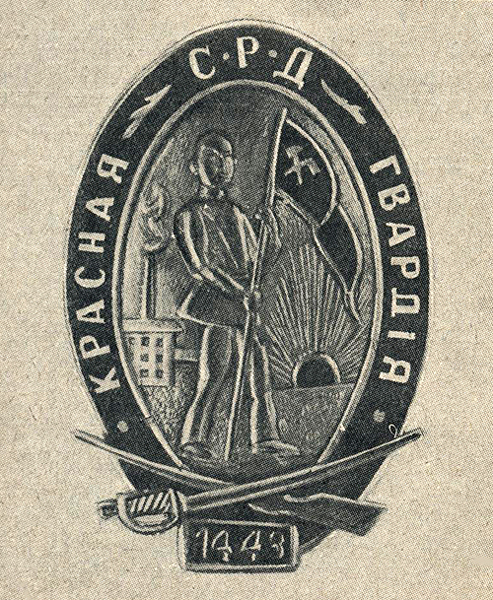
Значок красногвардейца (увеличено)

Организационные мероприятия по формированию первых отрядов Красной гвардии начались в марте-апреле 1917 года. Так, в Москве 14 апреля на заседании Московского комитета РСДРП(б) было принято Положение о создании Красной гвардии. В Петрограде 17 апреля Собранием представителей рабочих дружин была образована комиссия по формированию рабочей гвардии, а 29 апреля в газете «Правда» был опубликован проект её устава. Выборгский районный Совет 28 апреля постановил преобразовать в отряды Красной гвардии отряды рабочей и заводской милиции. 17 мая была избрана комиссия по созданию отрядов Красной гвардии на заседании Совета рабочих депутатов Самары и т. п. Большую роль в создании Красной гвардии сыграли фабрично-заводские комитеты. Фактически в марте-апреле вооружённые дружины рабочих, созданные изначально или преобразованные в отряды Красной гвардии впоследствии, возникли в 17 городах, в мае-июне — ещё в 24-х.
Командиром красногвардейского отряда назначался организатор от фабзавкома или инструктор из военных, при этом состав отряда утверждался фабзавкомом, а не волей красногвардейцев.
Кандидаты в Красную гвардию утверждались по рекомендации трудовых коллективов, местных Советов, профсоюзных комитетов и отделений РСДРП(б). Единой униформы красногвардейцы не имели, они несли службу в гражданской одежде, однако им выдавали удостоверяющие документы и красногвардейские значки (либо нарукавные повязки). Вопрос о оплате деятельности красногвардейцев и бойцов рабочей милиции решался между рабочими коллективами и владельцами предприятий: рабочие требовали выплаты среднего заработка за часы, затраченные на охрану правопорядка, предприниматели платить не хотели. Боевыми подразделениями Красной гвардии являлись десяток (10-15 человек), взвод (4 десятка), дружина или рота (3-4 взвода), батальон (3-4 дружины или роты).
После июльских антиправительственных волнений Красная гвардия была объявлена вне закона, а некоторые красногвардейские отряды — временно расформированы, что было констатировано, в частности, на VI съезде РСДРП(б).

## Возрождение
Отряды Красной гвардии, сыгравшие роль военной силы большевиков в Октябрьскую революцию, а также важную роль в первые месяцы Гражданской войны, стали усиленно формироваться во время Корниловского выступления (август 1917 г.). Временное правительство в дни корниловского мятежа привлекло большевиков к защите правительственной власти, вследствие чего Советы рабочих и солдатских депутатов постепенно стали переходить под контроль большевистских ячеек, тем самым большевики получили возможность легально вооружаться. В результате в рабочих районах начали массово создаваться отряды Красной гвардии, как правило, под командованием лидеров большевиков. При этом Красная гвардия начала формироваться не только в Центральном промышленном районе страны, но и в Белоруссии, на Дону, Кубани, в Закавказье, в Средней Азии, на Урале, в Сибири и на Дальнем Востоке. Всего к концу сентября отряды Красной гвардии имелись уже в 104 пролетарских центрах страны.
 Соорганизация отрядов Красной гвардии осуществлялась на уровне городов и районов. Например, 23 октября на Петроградской общегородской конференции Красной гвардии был принят устав Красной гвардии, избраны главная и районные комендатуры, подчинённые Военно-революционному комитету Петроградского совета. Отдельная организация боевых дружин была создана Викжелем. Всего, по некоторым оценкам, численность красногвардейских отрядов в России перед Октябрьской революцией достигла 250 000 человек.
Большевики пытались привлечь в ряды Красной гвардии, которую постепенно начали формировать в Видземе и Латгалии, некоторых латышских стрелков. Однако большинство стрелков, постепенно демобилизовавшись, покинули армию.

## Участие в вооружённых конфликтах

### Октябрьское вооружённое восстание в Петрограде
В октябре 1917 года Военно-революционный комитет Петроградского совета легально вооружал и обучал петроградских красногвардейцев для отпора приближавшимся к Петрограду немцам и одновременно — для совершения Октябрьской революции, в котором Красной гвардии отводилась главная роль. В канун переворота отряды Красной гвардии совместно с несколькими воинскими частями, подконтрольные большевикам, не встречая сопротивления, взяли под свой контроль невские мосты, почтовые отделения, вокзалы и телеграф. Также силами красногвардейцев были освобождены большевики из тюрьмы «Кресты». Однако во время вооружённого захвата Зимнего дворца большинство красногвардейцев проявило себя пассивно. Несмотря на то, что общий численный состав отрядов Красной гвардии составлял до 50 тысяч бойцов, на взятие дворца выступило не более 3,2 тысяч при общей численности штурмующих 11 тысяч человек, хотя вместе с этим передовые отряды в большинстве своём состояли именно из красногвардейцев. Впрочем, пассивность эта была вполне объяснима: сколько-нибудь активного сопротивления со стороны военнослужащих лояльных правительству в тот день, возле Зимнего дворца не было. А там, где оно было оказано (мосты через Неву, редакции газет РСДРП (б)), оперативно подавлялось красногвардейцами и военнослужащими, поддерживающими большевиков.

### Выступление Керенского — Краснова и восстание юнкеров

Красногвардейцы Петрограда охраняют Смольный, конец октября 1917 года

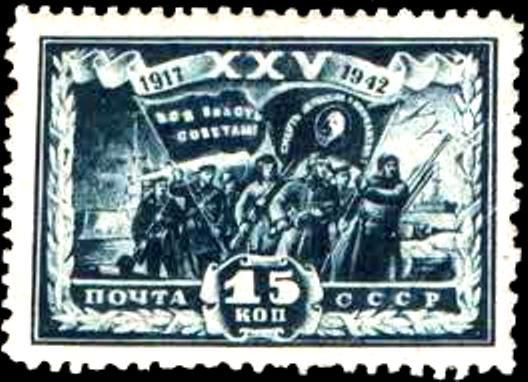
Почтовая марка СССР, посвящённая красногвардейцам 1917 года

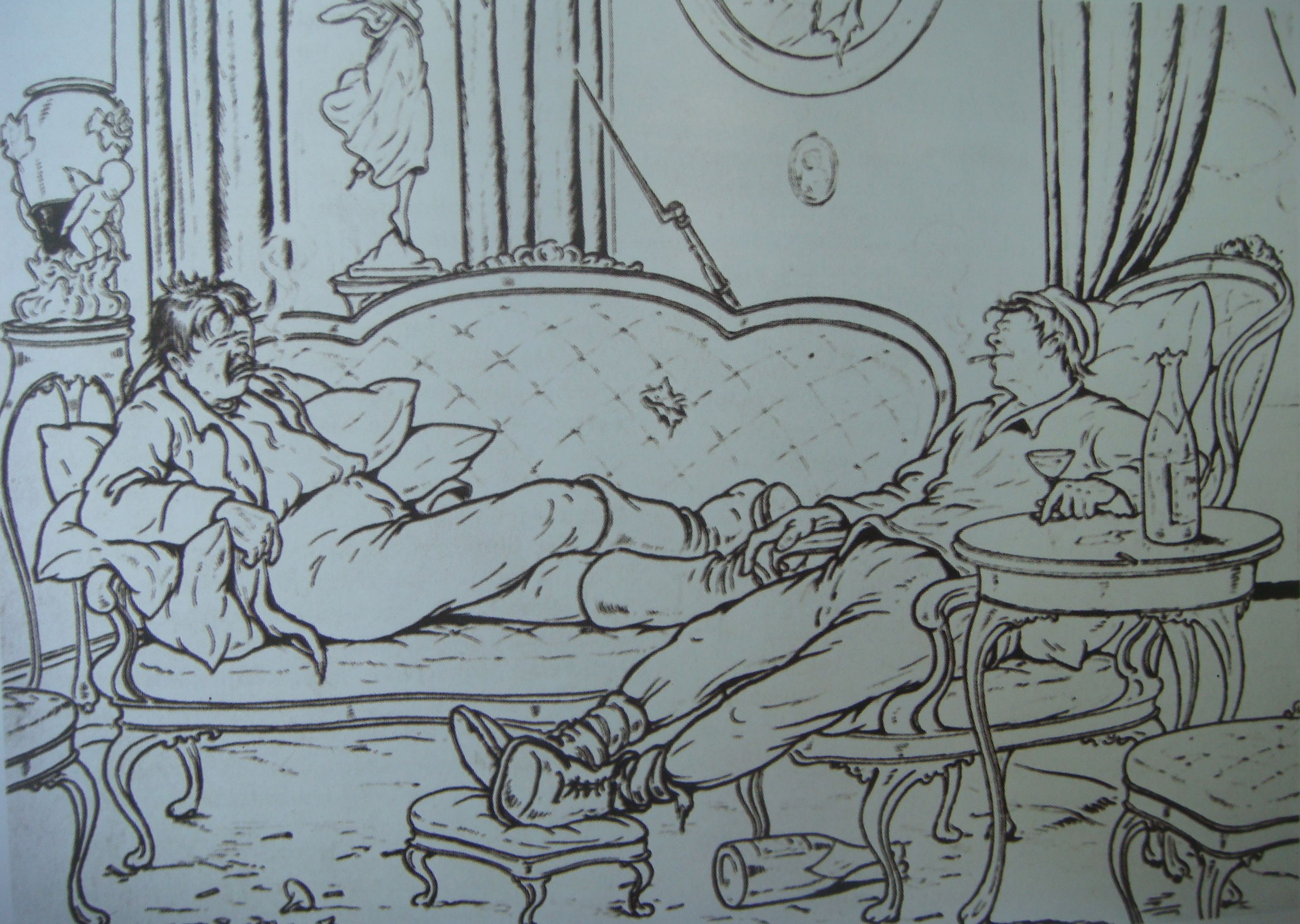
Карикатура описываемого периода. Красногвардейцы отдыхают в буржуазной квартире

27 октября отряды Красной гвардии вместе с силами Центробалта и перешедшими на сторону большевиков армейскими частями были выдвинуты к Красному Селу и Пулково для того, чтобы остановить двигавшихся на Санкт-Петербург казаков 3-го кавалерийского конного корпуса под командованием генерала П. Н. Краснова. Помимо этого, Главным штабом Красной гвардии была произведена трудовая мобилизация, в результате которой до 20 тысяч рабочих было направлено на строительство оборонительных укреплений города.
В ночь на 29 октября красногвардейский патруль задержал члена ЦК эсеров А. А. Брудерера с документами о подготовке юнкерского восстания. Для борьбы с мятежом Петроградским ВРК наряду с солдатами были привлечены отряды красногвардейцев Петроградской стороны под командованием А. К. Скороходова и красная гвардия Обуховского завода во главе с Н. Н. Потёмкиным. Во время самого мятежа красногвардейцы, находившиеся в районе действия юнкерских подразделений (Михайловский манеж, городская телефонная станция, гостиница «Астория»), позволили себя разоружать. Вместе с тем, красногвардейские отряды, призванные на помощь ВРК, вступили в бой. К концу дня совместными усилиями Красной гвардии и солдат при поддержке крепостной артиллерии юнкерский мятеж был подавлен.
30 октября отряды Красной гвардии во главе с К. С. Еремеевым приняли участие в боестолкновении с казаками генерала Краснова, занимая позиции по центру Пулковских высот. В процессе кровопролитного сражения красногвардейцы перешли в наступление и в составе большевистских войск заняли Царское Село, а 1 ноября — Гатчину, окончательно разбив части Краснова.

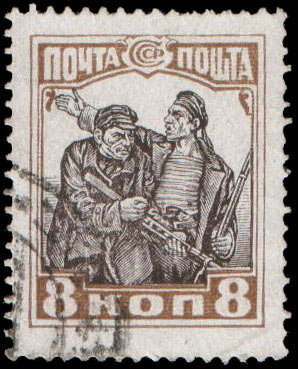
Почтовая марка СССР 1929 год из серии «10-летие Великой Октябрьской социалистической революции», выпущенная в октябре 1927 года. На марке изображены бойцы Красной гвардии

Уже позже, в феврале — марте 1918 года, в период проведения немецкого наступления после прекращения перемирия на Восточном фронте, когда стояла прямая угроза сдачи Петрограда германцам и все центральные учреждения советской власти переезжали из Петрограда в Москву, красногвардейцы Петрограда, в обстановке хаоса и ослабления дисциплины, чинили беспорядочные уличные расстрелы, причём трупы жертв зачастую обворовывались.

### Октябрьское вооружённое восстание в Москве

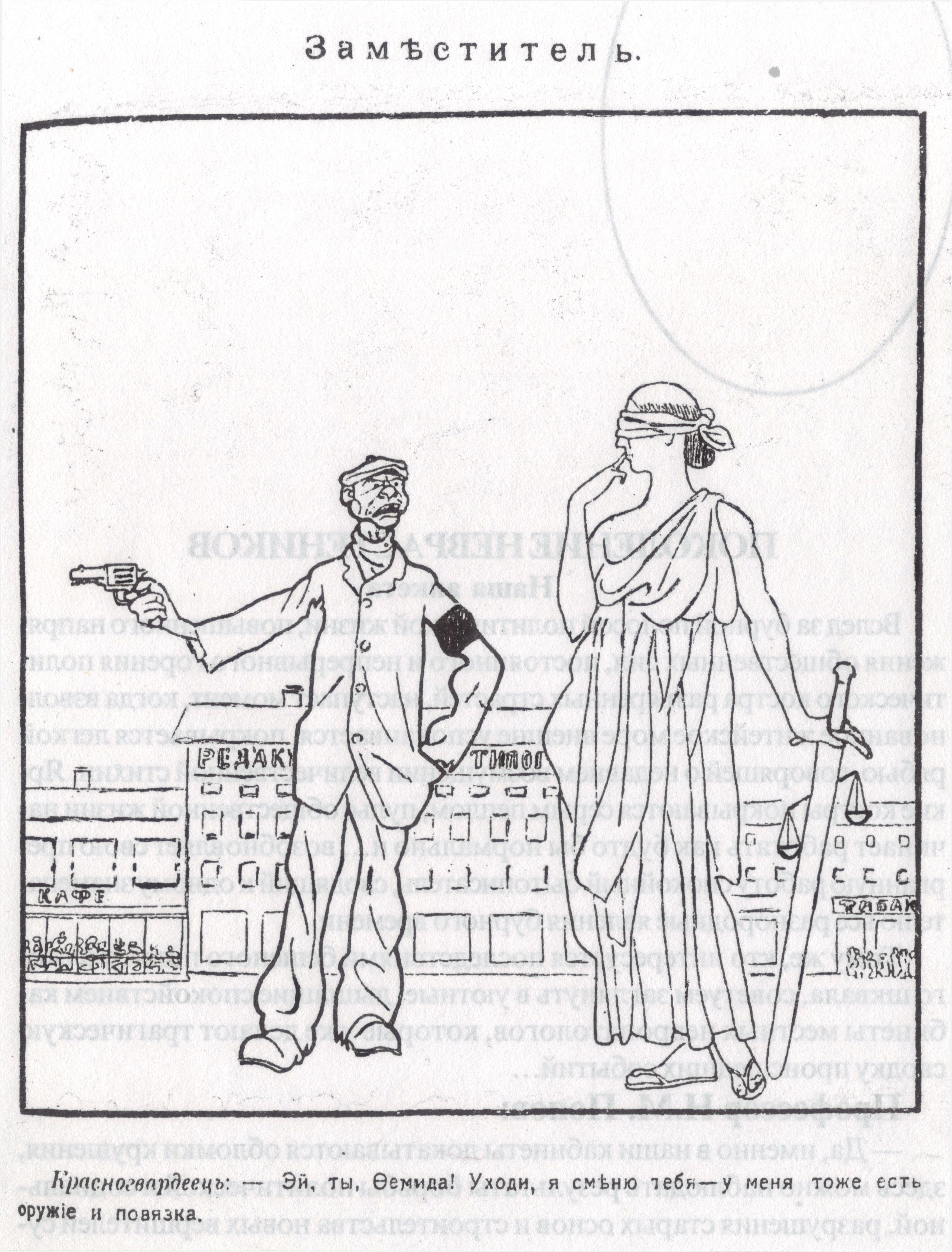
Красногвардеец и Фемида. 1917

С 25 октября местная Красная гвардия находилась под управлением только что созданного Московского военно-революционного комитета. Однако первые выступления отрядов Красной гвардии, когда ими были захвачены районные склады с оружием, произошли стихийно, после чего московская Красная гвардия фактически была взята под контроль Московским комитетом РСДРП(б), действовавшим через созданный ещё весной 1917 г. Центральный штаб Красной гвардии. Первоначально красногвардейцы участвовали в мелких стычках с юнкерами в процессе захвата транспорта, привлекались для постройки баррикад, рытья окопов, выставления пикетов, охраны районных ВРК, вооружённого сопровождения и т. п. В последующем, после начала активных боевых действий, отряды красной гвардии принимали участие в уличных боях вместе с перешедшими на сторону Московского ВРК частями регулярной армии. Так, вечером 26 октября отряд Красной гвардии без боя занял Кремль, перетянув на свою сторону кремлёвский гарнизон, после чего красногвардейцы участвовали в обороне Кремля до утра 28 октября (когда Кремль был сдан комендантом вооружённым силам Комитета общественной безопасности), а также в его повторном занятии 2 ноября.
Если в начальный период вооружённого конфликта в центре города было сосредоточено до 15 тысяч красногвардейцев, к окончанию боёв их численность возросла до 30 тысяч, включая прибывшие в Москву красногвардейские отряды городов Московской и соседних с ней губерний.

### Чугуевское выступление и харьковский переворот (конец декабря 1917 г.)
14 декабря 1917 года харьковскими красногвардейцами были без боя остановлены юнкера Чугуевского военного училища, выступившие в направлении Харькова. На следующий день, после получения в Харькове подкрепления из числа петроградских красногвардейцев и балтийских матросов, объединённый отряд красной гвардии численностью в 600 бойцов под началом Н. А. Ховрина занял Чугуев и без боестолкновения добился от юнкеров сложения оружия.
28-29 декабря 1917 г. по приказу Антонова-Овсеенко отряды Красной гвардии, численность которых в Харькове достигала 2000 человек, разоружили 2-й Украинский запасной полк и 503-й Чигиринский полк Центральной рады общей численностью 2400 человек, покончив, таким образом, в Харькове с двоевластием и обеспечив переход власти к местному военно-революционному комитету.

### Херсонская губерния в 1917—1918

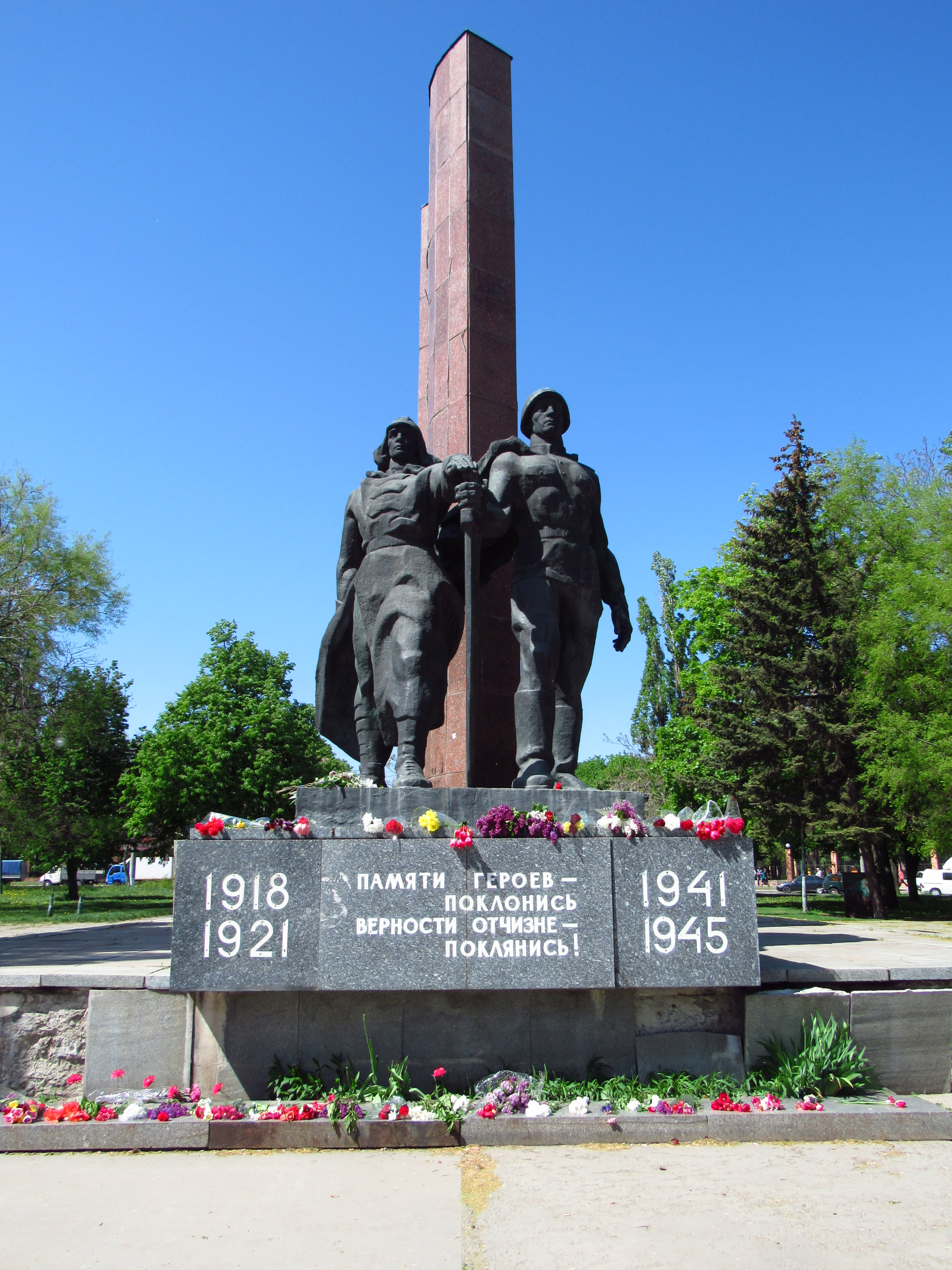
Памятник в Кропивницком

Согласно III Универсалу Центральной рады изданному в ноябре 1917 губерния вошла в состав УНР, но в январе—феврале 1918 г. большая её часть была взята Красной гвардией в ходе первой советско-украинской войны. Так 31 января после боев с войсками УНР был взят Херсон, а 28 февраля после долгой осады анархистами Маруси Никифоровой — Елисаветград, в котором параллельно шло Народное Восстание.

### Бои в Екатеринославской губернии конца 1917 — начала 1918 года
Порядка 200 красногвардейцев харьковского завода ВЭК вместе с солдатами 30-го полка харьковского гарнизона участвовало в первом захвате большевиками станции Лозовой 13 декабря 1917 года, однако в ночь следующего дня они были выбиты Симферопольским полком имени Дорошенко, находившимся на стороне Центральной Рады.

16-17 декабря в ходе второй операции, сопровождавшейся короткими боями с переменным успехом, 280 красногвардейцев харьковских заводов ВЭК и «Динамо» вместе с солдатами 30-го полка при поддержке бронепоезда и под общим командованием начальника Объединённого штаба Харьковской красной гвардии Н. А. Руднева вновь захватили Лозовую, выдавив оттуда «дорошенковцев». После прибытия подкрепления в составе харьковских, путиловских красногвардейцев и петроградских красногвардейцев Московской заставы, а также отряда солдат из 30-го полка, 3-й Брянской артиллерийской батареи и ещё одного бронепоезда, объединённый отряд под командованием кадрового офицера, капитана П. В. Егорова 18 декабря с боем занял Павлоград, а 19-го при участии местных красногвардейцев — станцию Синельниково, частью рассеяв полк имени Дорошенко, а частью принудив его капитулировать.
В ночь с 25 на 26 декабря красногвардейцы Брянского завода Екатеринослава захватили броневик войск Центральной Рады, что послужило поводом для начала боевых действий в самом Екатеринославе. Собственные действия Екатеринославской Красной гвардии успеха не имели. Ситуация изменилась после перехода на сторону екатеринославского ВРК Сердюцкого полка имени Орлика, захватившего местный вокзал, и прибытия в Екатеринослав петроградских красногвардейцев Московской заставы и харьковских красногвардейцев. В ночь с 27 на 28 декабря Красная гвардия успешно отразила атаку войск Центральной Рады на здание Совета рабочих и солдатских депутатов, а на следующий день полностью захватила Кодак. В ночь на 29 декабря красногвардейцами был захвачен последний оплот Центральной Рады в городе — почта.

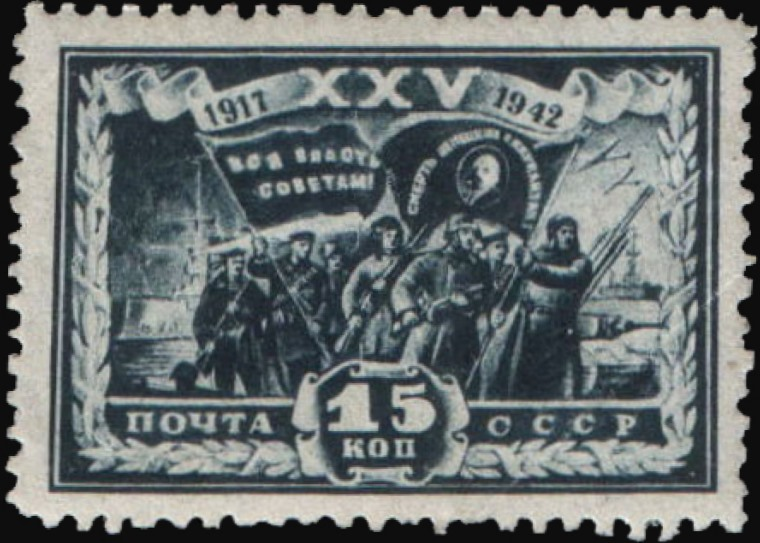
Почтовая марка СССР, 1942 год. Серия «25-летие Великой Октябрьской революции»

7 января 1-й Петроградским сводным отрядом под командованием Н. А. Ховрина и Александровской Красной гвардией совместно с отрядами анархистов М. Никифоровой и Н. Махно было отражено наступление казачьих эшелонов под Александровском, после чего в результате переговоров казаки были разоружены и обманом отправлены в Харьков.

### Восстание Румчерода в Одессе
13 (26) января 1918 года в Одессе началось восстание Румчерода, образовавшего военно-революционный комитет (ВРК), или «комитет пятнадцати» — по числу членов.

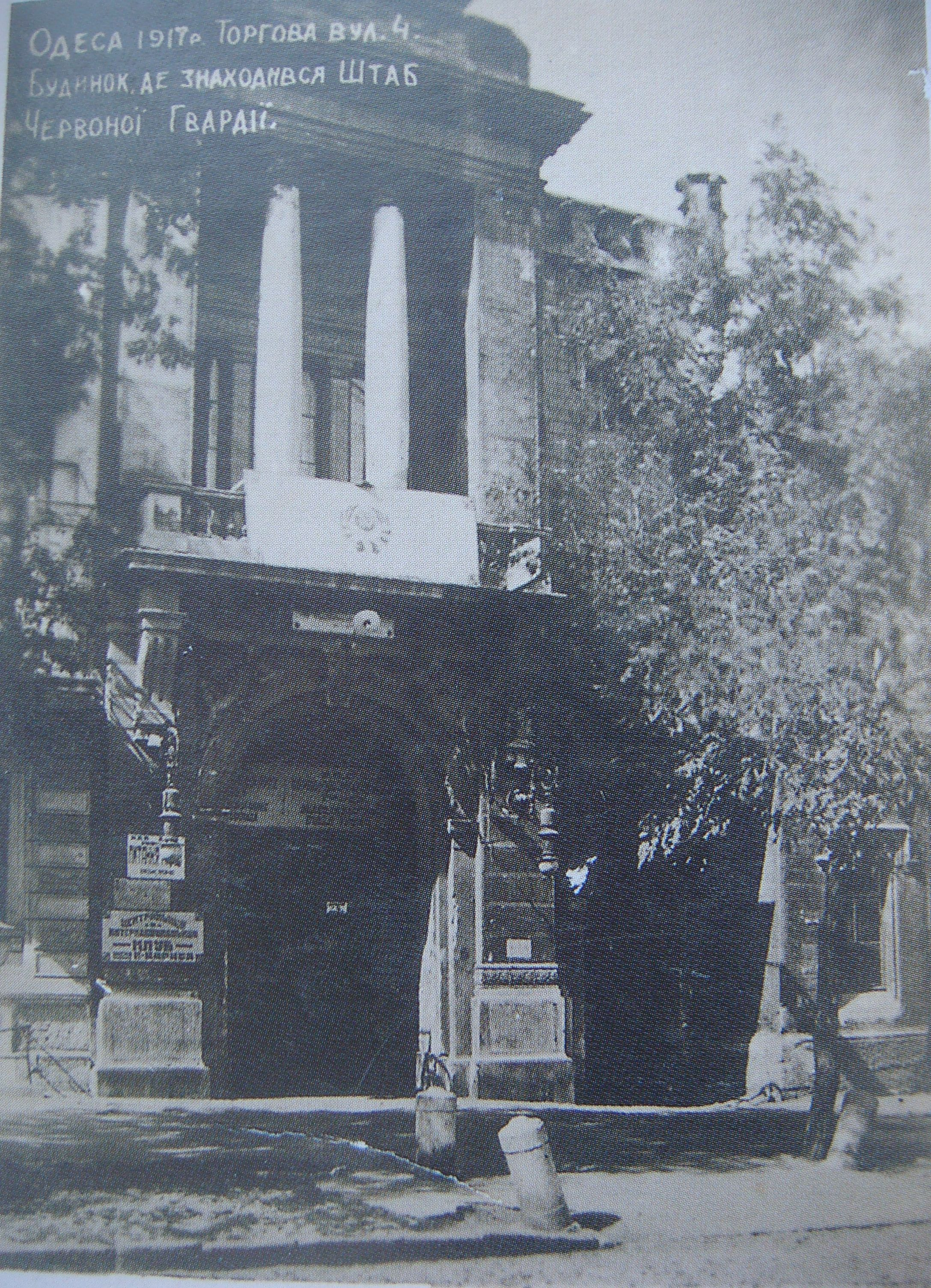
Советская почтовая открытка с видом здания в Одессе, в котором располагался штаб одесских красногвардейских отрядов
в 1917—1918 годах

К утру 14 (27) января восставшие овладели штабом Одесского военного округа, вокзалом, телефонной станцией, почтой, телеграфом и объявили об установлении советской власти.
Однако в 6 часов утра 15 (28) января верные Центральной раде воинские части и юнкера начали боевые действия и захватили вокзал, куда начали прибывать свежие украинские части. Город разделился на две части, причём гайдамаки и юнкера вели наступление, методично выбивая восставших из центральных районов.
Перелом в боевых действиях наступил 16 (29) января, когда на стороне ВРК в бой вступили корабли Черноморского флота — «Синоп», «Ростислав», крейсер «Алмаз», начавшие обстрел позиций гайдамаков и юнкеров. Со стороны станции Одесса-Товарная на гайдамаков наступал самоходный броневой вагон «Заамурец».
К 17 (30) января восставшие отбили утраченные позиции и даже захватили юнкерское училище на 3-й станции Большого Фонтана. Юнкера и гайдамаки были вытеснены в район 16-й станции Большого Фонтана.
Вечером 18 (31) января ЦИК Румчерода избрал Совет народных комиссаров Одесской советской республики, который признал высшую власть в лице петроградского Совнаркома и советского правительства в Харькове. Председателем Совнаркома ОСР (СНКОР) был избран В. Г. Юдовский. Были утверждены народные комиссариаты и избраны временные комиссары финансов, продовольствия, труда и прессы. Вооружённые силы возглавил М. А. Муравьев, ранее командовавший советскими войсками, установившими советскую власть в Киеве.
21 января состоялись похороны жертв трёхдневной войны в городе. Всех похоронили в братской могиле на Куликовом поле. За время боёв погибло 119 человек, 359 было ранено.

### Январское восстание в Киеве
15 (28) января — 22 января (4 февраля) 1918 года силами местных красногвардейцев была предпринята неудачная попытка передать в руки Советов власть в Киеве.
В ночь на 5 (18) января комендант Киева Ковенко при помощи казаков после короткой перестрелки разоружил самое мощное красногвардейское формирование в Киеве — отряд завода «Арсенал». Также были проведены операции по разоружению красногвардейцев мастерских политехнического института, механического завода и судостроительной верфи. Однако в ночь на 15 (28) января с помощью охранявших оружие солдат полка им. Шевченко арсенальцы вернули винтовки, пулемёты и патроны обратно и отклонили требование Центральной Рады о добровольном разоружении. Таким образом, началось Январское восстание, в процессе которого киевская Красная гвардия выступила неорганизованно, не последовав утверждённому местным ВРК плану совместных действий, что обусловило её поражение. Всего во время восстания киевские красногвардейцы потеряли до 900 человек, нанеся такой же урон противнику.

#### Завод «Арсенал»
На заводе «Арсенал» для управления отрядами Красной гвардии и большевистски настроенными солдатами был образован свой ВРК. Численность красногвардейцев на территории «Арсенала» составляла 500—550 штыков, включая красногвардейцев, прибывших с Подола и Демиевки. Также к арсенальцам присоединилось около 150 солдат полков имени Шевченко, Сагайдачного и Богдана Хмельницкого. Первоначально численность оборонцев «Арсенала» была сопоставима с числом противостоящих им войск, поэтому первую атаку на завод вечером 16 (29) января они отразили легко. Весь следующий день арсенальцы вели перестрелку, преимущественно с солдатами полка им. Богдана Хмельницкого, находившимися в казармах на Московской улице, а 18 (31) января предприняли вылазку за пределы завода, дойдя до Екатерининской улицы, после чего вернулись назад, а вечером захватили водогонную станцию, которая удерживалась ими в течение суток. В этот же и следующий день «Арсенал» выдержал два серьёзных штурма, проведённый войсками Центральной Рады с артиллерийской подготовкой. Также 19 января (1 февраля) 1918 красногвардейцы Никольской и Предмостной слободок, являвшиеся преимущественно рабочими завода «Арсенал», до вечера противостояли войскам Петлюры,
форсировавшим в сторону Киева Днепр. Также в первые дни осады из «Арсенала» вёлся артиллерийский обстрел города. Однако постепенно положение оборонцев усугублялось. 20 января (2 февраля) вследствие тяжёлого положения (постоянный артобстрел, много раненых, отсутствие подкрепления, нехватка медикаментов и боеприпасов) около 200 человек покинуло «Арсенал» через водосточные коллекторы, однако ещё столько же продолжало обороняться. 21 января (3 февраля) в результате длительного штурма «Арсенал» был взят войсками Центральной Рады, а более ста выживших в бою красногвардейцев взяты в плен.

#### Подол
На Подоле 16 (29) января из рабочих обувной фабрики Матиссона (где был образован подольский штаб красной гвардии), верфи, лесопильного, пивоваренного и других заводов было собрано до 300 красногвардейцев. Сто бойцов было отряжено в помощь арсенальцам. К красногвардейцам, оставшимся на Подоле, присоединилось до полусотни солдат полка имени Сагайдачного. Самый крупный из трёх образованных на Подоле отрядов 16 (29) января занял Софийскую площадь, военный телеграф, Золотоворотский сквер и отель «Прага», однако к концу дня, понеся большие потери, красногвардейцы были выбиты к Андреевскому, Михайловскому и Вознесенскому спускам частями Центральной Рады. 17 (30) января подольцы предприняли вторую попытку взять под контроль центр Киева. Ключевым был бой за типографию Корчак-Новицкого; проиграв его, красногвардейцы оказались отброшены обратно на Подол, а боеспособного состава у них оставалось не более 90 человек, которые к концу дня 18 (31) января отступили к своему штабу, а к концу 19 января (1 февраля), после кровопролитного боя, в результате которого в отряде осталось не более 50 человек — к Щекавицкому кладбищу. На следующее утро оставшийся почти без боеприпасов отряд был в рукопашном бою перебит сечевиками.

#### Демиевка и Шулявка
Организация красногвардейских отрядов на Демиевке складывалась таким же образом, как и на Подоле, и также часть бойцов была отправлена на «Арсенал». Красногвардейские отряды были сформированы из рабочих снарядного завода, трамвайных мастерских и других. Но их вооружённое выступление 16 (29) января в сторону Товарной станции было остановлено полком им. Гордиенко, после чего плохо вооружённые демиевские красногвардейцы сложили оружие.
На Шулявке общая численность Красной гвардии составляла не менее 350 бойцов, в основном с завода Гретера и Криваненко. В ночь с 16 (29) на 17 (30) января, заняв до этого Керосинную и Фабричную улицу, а также Пушкинский парк, шулявцы предприняли неудачную попытку захватить казармы полка им. Полуботко. 17 (30) января ими была занята Галицкая площадь, не дававшая никакого тактического преимущества. Другие захватываемые территории закреплены красногвардейцами за собой так и не были. 18 (31) января в результате активных действий войск Центральной Рады шулявские красногвардейцы частью были убиты или рассеяны, а около 50 бойцов забаррикадировалось в главном корпусе Политехнического института, оборона которого закончилась для них пленением. Ещё 100 бойцов укрылось в Главных железнодорожных мастерских. Таким образом, восстание на Шулявке было подавлено.

#### Главные железнодорожные мастерские
Отряд шулявцев, отступивших к железнодорожным мастерским, соединился с хорошо вооружившимся (до 20 пулемётов и пушка), но бездействующим железнодорожным отрядом красногвардейцев в 150 штыков. В результате совместных усилий шулявцы и железнодорожники в тот же день отразили атаку частей Центральной Рады. На следующий день, 19 января (1 февраля), ими при помощи бронепоезда был захвачен вокзал Киев-Пассажирский, который до этого занимал нейтральный полк им. Грушевского, и разоружено 200 кадетов в Киевском кадетском корпусе, а вечером 20 января (2 февраля) при помощи солдат был захвачен и переведён к железнодорожным мастерским военный эшелон, стоявший на станции Пост-Волынский, с большим количеством стрелкового оружия, боеприпасов и 4 пушками (из которых смогли задействовать только две). В тот же день железнодорожники стали продвигаться к центру города, дойдя до Львовской улицы, но были отброшены войсками Центральной Рады за Ботанический сад, а на следующий день — обратно к вокзалу. Однако ночью красногвардейцы снова выдвинулись вперёд, захватив Галицкую площадь, Ботанический сад, Безаковскую и Степановскую улицы. 22 января (4 февраля) в результате наступления противника железнодорожники потеряли все захваченные во время восстания позиции, а также бронепоезд и укрылись в железнодорожных мастерских, сохранив не более 80 бойцов (остальные, кто не был убит, разошлись по домам). Железнодорожные мастерские были захвачены частями Центральной Рады поздним вечером того же дня с пленением до 30 красногвардейцев (прочие разбежались), из которых 18 человек было расстреляно гайдамаками.

### Наступление большевиков на Киев (начало 1918 г.)
Отряды Красной гвардии принимали активное участие в военных действиях во время наступления большевиков на Киев. В их числе было 800 бойцов Брянской красной гвардии, 200 бойцов московской красной гвардии из Замоскворечья, 500 бойцов Харьковской красной гвардии, 300 бойцов донецкой Красной гвардии Д. П. Жлобы, 60 бойцов петроградской Красной гвардии с Путиловского завода, 1000 бойцов 1-го Петроградского красногвардейского отряда, собранного из балтийских матросов, юнкеров, московских солдат, а также рабочих Москвы и Тулы, 500 бойцов петроградской Красной гвардии с Московской заставы — так называемая московская Красная гвардия, состоявшая преимущественно из военнослужащих запасных частей старой армии, и 150 бойцов харьковского отряда А. М. Беленковича, включавшего в себя как харьковских красногвардейцев, так и военнослужащих 2-го Украинского запасного полка. Кроме того, при взятии населённых пунктов активную поддержку большевикам оказывали местные красногвардейские отряды. В целом, отряды Красной гвардии использовались во время наступления как ударные части и демонстрировали большую боеготовность, чем части старой русской армии, а московские и петроградские красногвардейцы, наряду с несколькими матросскими отрядами, оказались единственными, кто после взятия Киева выразил готовность продолжать вооружённую борьбу с противником на Украине.
В ходе наступления на Киев Красная гвардия участвовала в следующих боевых действиях.
4 (17) января местные красногвардейцы в результате операции, спланированной штабом Антонова-Овсиенко, захватили Сумы, при поддержке московских красногвардейцев и отряда из 30-го запасного полка разоружив милицию, охрану Сумского кадетского корпуса, подразделения 10-го Новгородского драгунского полка и артиллерийского подразделения поручика Бондаревского.
6 (19) января при взятии Полтавы отряд Беленковича захватил местный вокзал, а после того, как к харьковчанам присоединилось до 90 местных красногвардейцев — вместе с другими подразделениями большевиков участвовал во взятии местного кадетского корпуса. 
10 (23) января красногвардейцы Конотопа и окрестностей под руководством председателя местного комитета РСДРП(б) П. И. Новикова подняли восстание. Накануне к городу были стянуты отряды красной гвардии с близлежащих окрестностей, которые перерезали всякую связь Конотопа с Киевом. Утром красногвардейцы в результате скоротечного штурма захватили железнодорожную станцию с военными эшелонами, местный штаб Петлюры, а затем и весь город. В течение этого же, а также следующего дня при поддержке московских красногвардейцев и отряда Руднева из 30 запасного полка красной гвардией Конотопа был осуществлён рейд по деревням Черниговщины с разоружением свободных казаков.
В период с 12 (25) по 14 (27) января несколько сотен московских, брянских и петроградских красногвардейцев участвовало в успешном, однако кровопролитном, штурме большевистскими воинскими подразделениями станции Бахмач.
14 (25) января петроградские красногвардейцы участвовали во взятии станций Решетиловка, Ромодан и города Миргорода, а 13 (26) января — разоружили и разогнали 58 запасной полк в Луховицах; в тот же день харьковские и донецкие красногвардейцы совместно с 30-м запасным полком взяли боем станцию Гребёнка. 
16 (29) января во время повлёкшего большие с обеих сторон потери боя под станцией Круты московская Красная гвардия и 1-й Петроградский отряд развили со своего фланга успешное наступление, решившее исход этого сражения. По окончании боя петроградские красногвардейцы выступили расстрельной командой, уничтожив по приказу М. А. Муравьёва 27 пленённых бойцов Киевской юношеской военной школы и студенческого куреня.
17 (30) января силами отрядов харьковской и донецкой Красной гвардии была с боем взята станция Кононовка, а на следующие сутки — совместно с 1-м Петроградским отрядом и 30 запасным полком — станция Яготин.

#### Штурм Киева
23 января (5 февраля) московские и петроградские красногвардейцы неудачно штурмовали Киев в районе Цепного моста. 24 января (6 февраля) к бою в районе Цепного моста, который вёлся большевистским подразделением под началом прапорщика Р. И. Берзина, присоединился красногвардейский отряд с «Арсенала», укрывавшийся в Киево-Печерской лавре, а вскоре к месту боя прибыла харьковская Красная гвардия, частично выдавившая противника из Печёрки и вынудившая части Центральной Рады отступать в сторону завода «Арсенал». В тот же день красногвардейцы вместе с солдатами старой русской армии, находясь в общем подчинении П. В. Егорова, в результате длительного штурма захватили станцию Киев-Товарная. 
25 января (7 февраля) харьковские и донецкие красногвардейцы вели с большими потерями встречный бой с подразделениями Центральной рады в районе «Арсенала» и Никольских казарм. В тот же день петроградские красногвардейцы вместе с 11-м Сибирским стрелковым полком под общим командованием Егорова, при поддержке бронепоезда и Брянской батареи, в результате долгого боя взяли вокзал Киев-Пассажирский, а к ночи продвинулись вплоть до Крещатика, где бой продолжался всю ночь, периодически переходя в рукопашную.
26 января (8 февраля) красногвардейцы и солдаты под общим командованием Муравьёва полностью заняли Киев.

### Восстание Чехословацкого корпуса
В Сибири Красная гвардия выступила главной противоборствующей силой в борьбе с восставшим Чехословацким корпусом и войсками Временного Сибирского правительства.

## Расформирование

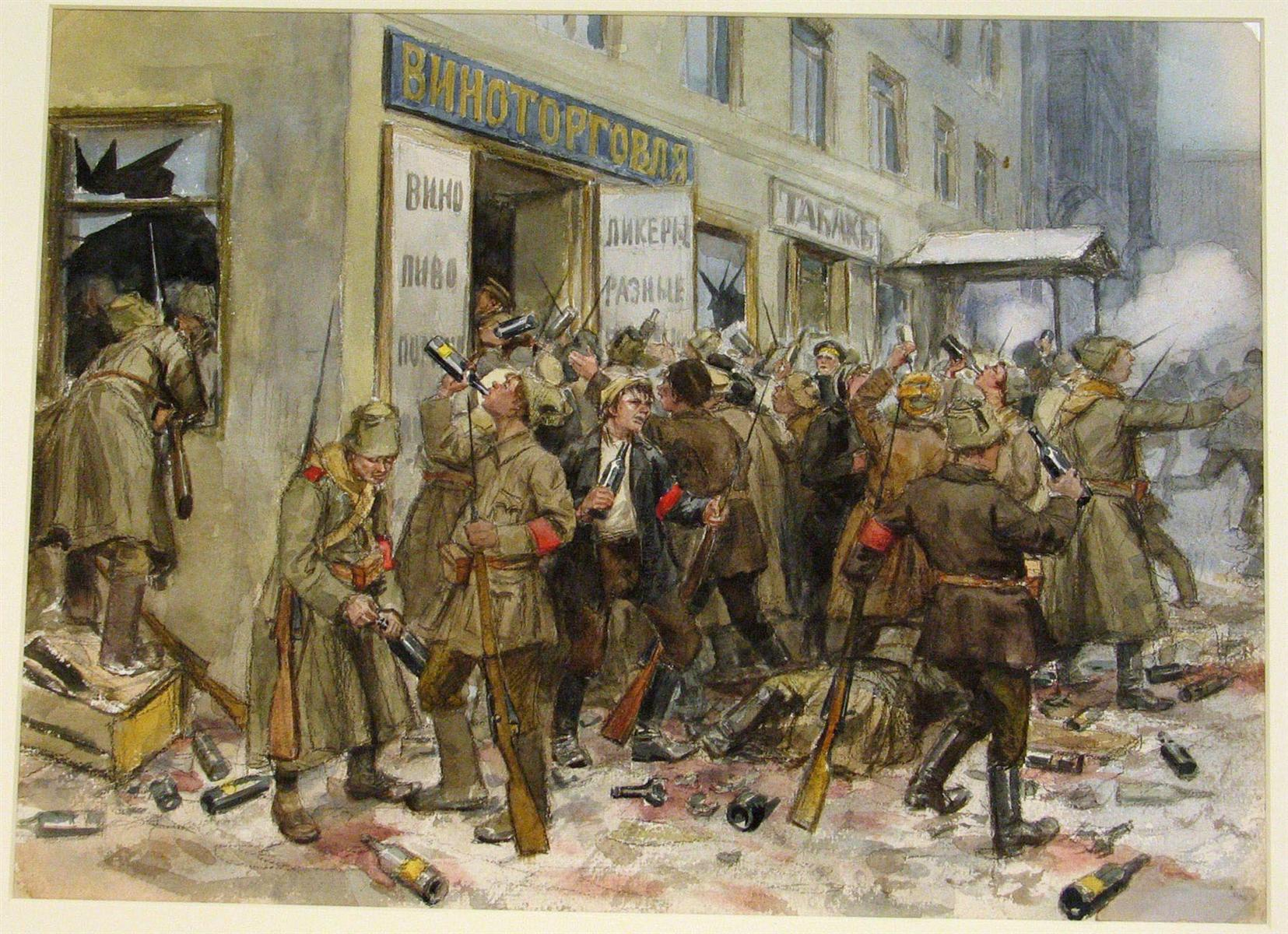
Погром винного и табачного магазинов красногвардейцами. Картина Ивана Владимирова

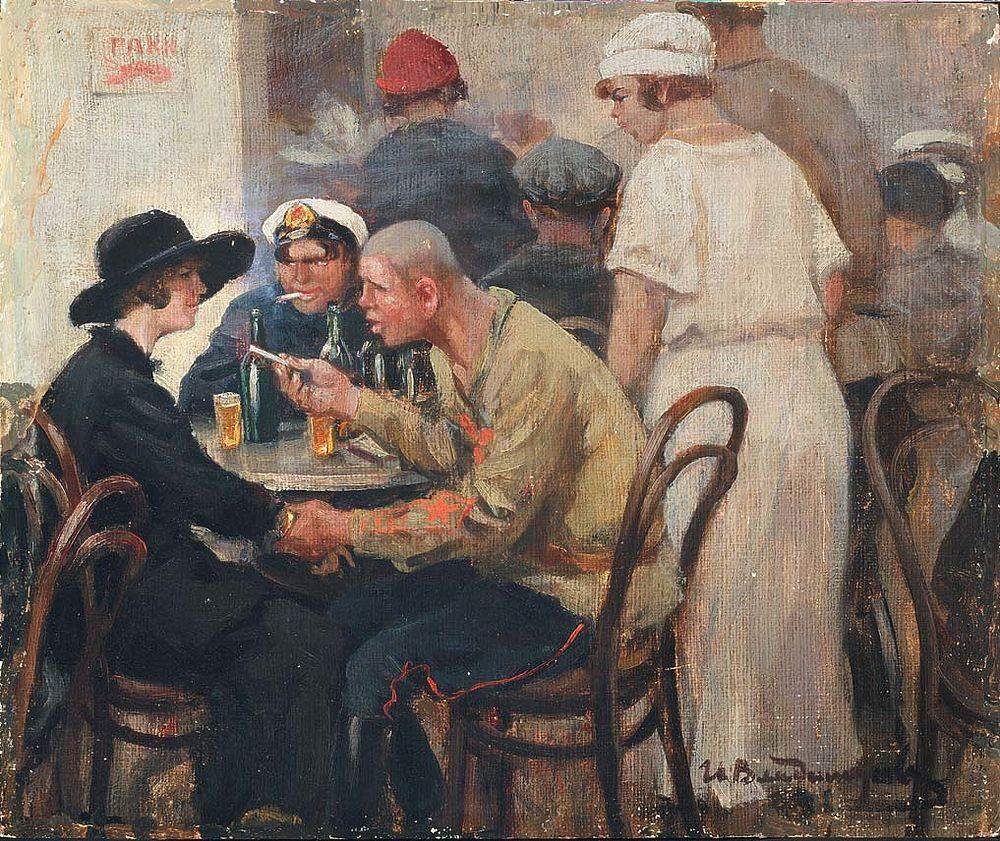
«Некому защитить» или «Кто был никем — тот станет всем». Картина Ивана Владимирова

Историк А. И. Фурсов считает, что социальную базу красногвардейцев составили освобождённые в массовом порядке из мест заключения бандиты и разного рода преступные элементы, которые терроризировали население, пользуясь своим положением и неограниченными полномочиями органов революционного террора, маскируясь под восставших пролетариев: «Они на самом деле получили безграничное право грабить и убивать», — утверждает учёный, добавляя к этому, что поскольку централизованный контроль над действиями красногвардейцев из Петрограда стал невозможен, в качестве ответной меры начали создаваться собственно советские регулярные войска (в итоге отлившиеся в Красную армию) и боевые отряды ЧК, первые предназначались для отсева подозрительного элемента с одновременным его разоружением и отбора пригодных для прохождения дальнейшей строевой службы лиц в части регулярного типа, вторые отвечали за ликвидацию красногвардейских формирований, отказавшихся добровольно интегрироваться в регулярную армию или разоружаться, либо уклоняющихся от этого под различными предлогами. Если сначала эти мероприятия проводились подспудно, то в марте 1918 года красногвардейцы были официально объявлены вне закона. Основная масса, тех, кто не пожелал разоружаться, покинули Петроград, сначала переместившись в предместья, а затем стали рассредоточиваться по стране. К сентябрю 1918 года Красная гвардия была большей частью уничтожена или разогнана правительственными силами, сохранилось несколько отрядов, разбойничавших на периферии страны до 1919 года. Борьбу против Красной гвардии советская историография именовала «подавлением кулацких мятежей», поскольку иначе мог быть поставлен под вопрос пролетарский характер революции (по всему выходило, что главной ударной силой революции были не рабочие, а бандиты, — признать это было немыслимо в советское время, поэтому был придуман миф о кулацких мятежах, якобы имевших место в 1917—1918 гг.).
В октябре—ноябре 1917 года Красная гвардия насчитывала около 200 тыс. человек (в Петрограде свыше 30 тыс., в Москве до 30 тыс. человек). В разных областях страны процесс расформирования Красной гвардии завершился в разные сроки. Последними в октябре 1919 года в Красную армию были переданы отряды Красной гвардии, находившиеся в Туркестане.

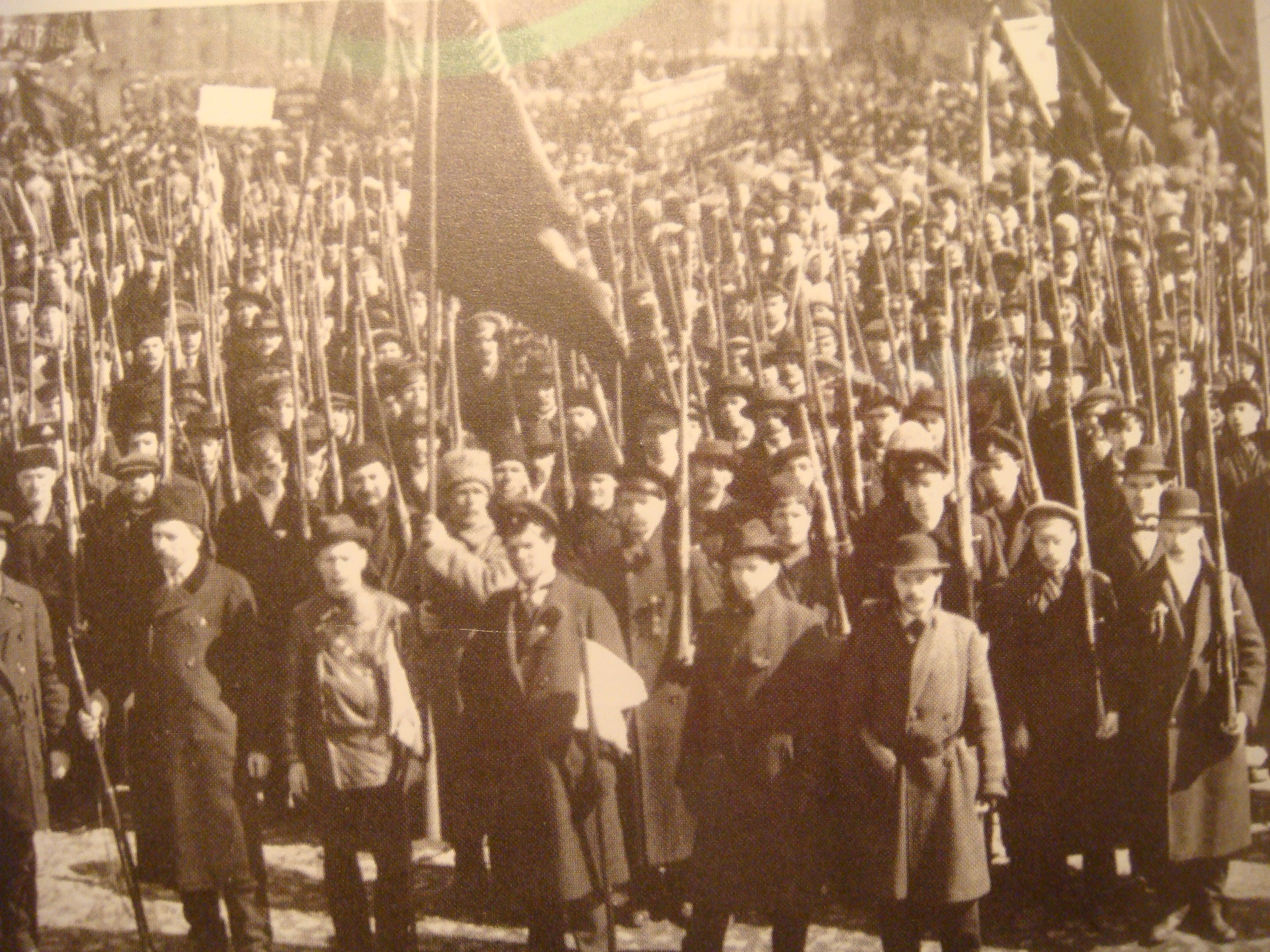
Первые красногвардейцы. 1917 год. Петроград
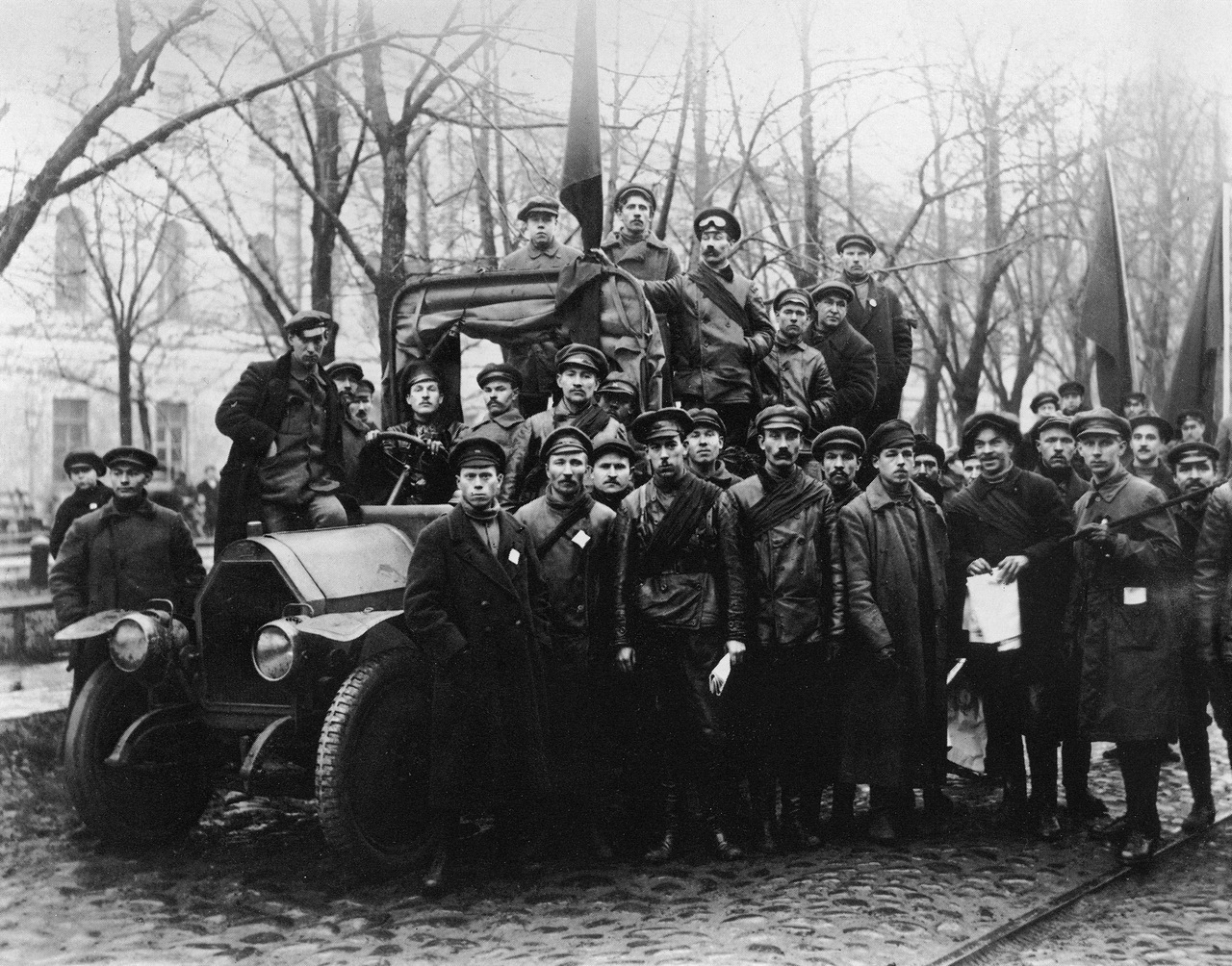
Отряд красногвардейцев. Петроград. 1917
Челябинск. Участники Красной гвардии железнодорожного района

## Численность отрядов Красной гвардии
| Название региона               | Число красногвардейцев | Число красногвардейцев | Количество нас. пунктов, где имелась Красная гвардия |
| Название региона               | В регионе              | В губ. (обл.) центрах  | Количество нас. пунктов, где имелась Красная гвардия |
| ------------------------------ | ---------------------- | ---------------------- | ---------------------------------------------------- |
| Центральный промышленный район | 55 877                 | 35 305                 | 171                                                  |
| Север и Северо-Запад           | 46 866                 | 41 679                 | 43                                                   |
| Поволжье                       | 16 328                 | 8 330                  | 38                                                   |
| Урал и Приуралье               | 12 702                 | 3 627                  | 44                                                   |
| Сибирь                         | 13 135                 | 2 841                  | 46                                                   |
| Дальний Восток                 | 13 932                 | 11 430                 | 17                                                   |
| Дон, Кубань и Северный Кавказ  | 26 772                 | 1 300                  | 39                                                   |
| Украина и Молдавия             | 48 619                 | 10 113                 | 91                                                   |
| Белоруссия                     | 13 980                 | 5 300                  | 28                                                   |
| Закавказье                     | 6 900                  | 4 950                  | 8                                                    |
| Средняя Азия и Казахстан       | 15 985                 | 7 091                  | 53                                                   |
| Прибалтика                     | 5134                   | 1 700                  | 21                                                   |
| Всего по стране                | 276 230                | 133 666                | 599                                                  |

| Название губернии (области) | Число красногвардейцев в губернии (области) | Число красногвардейцев в губ. (обл.) центре | Количество нас. пунктов, где имелась Красная гвардия | Регион                         |       |    |                                |
| --------------------------- | ------------------------------------------- | ------------------------------------------- | ---------------------------------------------------- | ------------------------------ | ----- | -- | ------------------------------ |
| Название губернии (области) | Московская                                  | 33547                                       | Количество нас. пунктов, где имелась Красная гвардия | Регион                         | 30000 | 16 | Центральный промышленный район |
| Владимирская                | 3525                                        | 200                                         | 16                                                   | Центральный промышленный район |       |    |                                |
| Воронежская                 | 1430                                        | 600                                         | 11                                                   | Центральный промышленный район |       |    |                                |
| Калужская                   | 1263                                        | 185                                         | 13                                                   | Центральный промышленный район |       |    |                                |
| Костромская                 | 3188                                        | 600                                         | 12                                                   | Центральный промышленный район |       |    |                                |
| Курская                     | 908                                         | 500                                         | 11                                                   | Центральный промышленный район |       |    |                                |
| Нижегородская               | 2259                                        | 800                                         | 14                                                   | Центральный промышленный район |       |    |                                |
| Орловская                   | 1470                                        | 150                                         | 12                                                   | Центральный промышленный район |       |    |                                |
| Рязанская                   | 2000                                        | 400                                         | 13                                                   | Центральный промышленный район |       |    |                                |
| Смоленская                  | 1630                                        | 800                                         | 10                                                   | Центральный промышленный район |       |    |                                |
| Тверская                    | 1517                                        | 120                                         | 14                                                   | Центральный промышленный район |       |    |                                |
| Тамбовская                  | 1616                                        | 200                                         | 11                                                   | Центральный промышленный район |       |    |                                |
| Тульская                    | 450                                         | 250                                         | 8                                                    | Центральный промышленный район |       |    |                                |
| Ярославская                 | 1074                                        | 500                                         | 10                                                   | Центральный промышленный район |       |    |                                |
| Петроградская               | 43910                                       | 40000                                       | 10                                                   | Север и Северо-Запад           |       |    |                                |
| Архангельская               | 944                                         | 859                                         | 7                                                    | Север и Северо-Запад           |       |    |                                |
| Вологодская                 | 550                                         | 300                                         | 6                                                    | Север и Северо-Запад           |       |    |                                |
| Новгородская                | 283                                         | 40                                          | 11                                                   | Север и Северо-Запад           |       |    |                                |
| Олонецкая                   | 1119                                        | 480 Петрозаводск                            | 3                                                    | Север и Северо-Запад           |       |    |                                |
| Псковская                   | 60                                          | —                                           | 6                                                    | Север и Северо-Запад           |       |    |                                |
| Астраханская                | 3500                                        | 3500                                        | 1                                                    | Поволжье                       |       |    |                                |
| Казанская                   | 2108                                        | 2000                                        | 6                                                    | Поволжье                       |       |    |                                |
| Пензенская                  | 841                                         | 530                                         | 7                                                    | Поволжье                       |       |    |                                |
| Самарская                   | 5496                                        | 400                                         | 9                                                    | Поволжье                       |       |    |                                |
| Саратовская                 | 3153                                        | 1500                                        | 10                                                   | Поволжье                       |       |    |                                |
| Симбирская                  | 1230                                        | 400                                         | 5                                                    | Поволжье                       |       |    |                                |
| Вятская                     | 905                                         | 127                                         | 13                                                   | Урал и Приуралье               |       |    |                                |
| Оренбургская                | 2200                                        | 1600                                        | 6                                                    | Урал и Приуралье               |       |    |                                |
| Пермская                    | 6420                                        | 127                                         | 15                                                   | Урал и Приуралье               |       |    |                                |
| Уфимская                    | 3177                                        | 400                                         | 10                                                   | Урал и Приуралье               |       |    |                                |
| Алтайская                   | 1695                                        | 500 Барнаул                                 | 7                                                    | Сибирь                         |       |    |                                |
| Енисейская                  | 2685                                        | 1000 Красноярск                             | 8                                                    | Сибирь                         |       |    |                                |
| Забайкальская               | 1246                                        | 400 Чита                                    | 7                                                    | Сибирь                         |       |    |                                |
| Иркутская                   | 3072                                        | 400                                         | 6                                                    | Сибирь                         |       |    |                                |
| Тобольская                  | 1482                                        | 41                                          | 5                                                    | Сибирь                         |       |    |                                |
| Томская                     | 2955                                        | 500                                         | 12                                                   | Сибирь                         |       |    |                                |
| Якутская                    | —                                           | —                                           | 1                                                    | Сибирь                         |       |    |                                |
| Амурская                    | 2282                                        | 1430 Благовещенск                           | 9                                                    | Дальний Восток                 |       |    |                                |
| Приморская                  | 11650                                       | 10000 Владивосток                           | 8                                                    | Дальний Восток                 |       |    |                                |
| Камчатская                  | —                                           | — Петропавловский порт                      | —                                                    | Дальний Восток                 |       |    |                                |
| Сахалинская                 | —                                           | — пост Александровский                      | —                                                    | Дальний Восток                 |       |    |                                |
| Ставропольская              | 2200                                        | —                                           | 4                                                    | Дон, Кубань и Северный Кавказ  |       |    |                                |
| Область войска Донского     | 4450                                        | — Новочеркасск                              | 16                                                   | Дон, Кубань и Северный Кавказ  |       |    |                                |
| Елизаветпольская            | —                                           | —                                           | —                                                    | Дон, Кубань и Северный Кавказ  |       |    |                                |
| Дагестанская                | 1000                                        | 1000 Петровск-Порт                          | 2                                                    | Дон, Кубань и Северный Кавказ  |       |    |                                |
| Кубанская                   | 3122                                        | 300 Екатеринодар                            | 9                                                    | Дон, Кубань и Северный Кавказ  |       |    |                                |
| Терская                     | 16000                                       | — Владикавказ                               | 4                                                    | Дон, Кубань и Северный Кавказ  |       |    |                                |
| Черноморская                | —                                           | — Новороссийск                              | 4                                                    | Дон, Кубань и Северный Кавказ  |       |    |                                |
| Волынская                   | 5000                                        | —                                           | 2                                                    | Украина и Молдавия             |       |    |                                |
| Екатеринославская           | 7550                                        | 600                                         | 18                                                   | Украина и Молдавия             |       |    |                                |
| Киевская                    | 6150                                        | 5000                                        | 5                                                    | Украина и Молдавия             |       |    |                                |
| Подольская                  | 7400                                        | 300                                         | 10                                                   | Украина и Молдавия             |       |    |                                |
| Полтавская                  | 550                                         | 200                                         | 4                                                    | Украина и Молдавия             |       |    |                                |
| Таврическая                 | 1870                                        | 63 Симферополь                              | 10                                                   | Украина и Молдавия             |       |    |                                |
| Херсонская                  | 9800                                        | 300                                         | 7                                                    | Украина и Молдавия             |       |    |                                |
| Харьковская                 | 5696                                        | 3500                                        | 10                                                   | Украина и Молдавия             |       |    |                                |
| Черниговская                | 1838                                        | 150                                         | 11                                                   | Украина и Молдавия             |       |    |                                |
| Бессарабская                | 2765                                        | — Кишинёв                                   | 14                                                   | Украина и Молдавия             |       |    |                                |
| Витебская                   | 3200                                        | 1300                                        | 5                                                    | Белоруссия                     |       |    |                                |
| Гродненская                 | —                                           | —                                           | —                                                    | Белоруссия                     |       |    |                                |
| Минская                     | 5180                                        | 3000                                        | 9                                                    | Белоруссия                     |       |    |                                |
| Могилёвская                 | 5600                                        | 1000                                        | 14                                                   | Белоруссия                     |       |    |                                |
| Бакинская                   | 5150                                        | 4000                                        | 4                                                    | Закавказье                     |       |    |                                |
| Батумская                   | 150                                         | 150                                         | 1                                                    | Закавказье                     |       |    |                                |
| Карская                     | —                                           | —                                           | —                                                    | Закавказье                     |       |    |                                |
| Кутаисская                  | 300                                         | —                                           | 1                                                    | Закавказье                     |       |    |                                |
| Тифлисская                  | 800                                         | 800                                         | 1                                                    | Закавказье                     |       |    |                                |
| Ереванская                  | 500                                         | —                                           | 1                                                    | Закавказье                     |       |    |                                |
| Акмолинская                 | 3310                                        | 3000 Омск                                   | 4                                                    | Средняя Азия и Казахстан       |       |    |                                |
| Закаспийская                | 1598                                        | 334 Асхабад                                 | 12                                                   | Средняя Азия и Казахстан       |       |    |                                |
| Самаркандская               | 1324                                        | 1137                                        | 4                                                    | Средняя Азия и Казахстан       |       |    |                                |
| Семипалатинская             | 350                                         | 100                                         | 4                                                    | Средняя Азия и Казахстан       |       |    |                                |
| Семиреченская               | 1200                                        | 100 Верный                                  | 6                                                    | Средняя Азия и Казахстан       |       |    |                                |
| Сырдарьинская               | 5370                                        | 1500 Ташкент                                | 7                                                    | Средняя Азия и Казахстан       |       |    |                                |
| Тургайская                  | 1010                                        | 570 Кустанай                                | 7                                                    | Средняя Азия и Казахстан       |       |    |                                |
| Уральская                   | —                                           | —                                           | 1                                                    | Средняя Азия и Казахстан       |       |    |                                |
| Ферганская                  | 1803                                        | 350 Скобелев                                | 1                                                    | Средняя Азия и Казахстан       |       |    |                                |
| Виленская                   | —                                           | —                                           | 1                                                    | Прибалтика                     |       |    |                                |
| Ковенская                   | —                                           | —                                           | —                                                    | Прибалтика                     |       |    |                                |
| Курляндская                 | —                                           | — Митава                                    | —                                                    | Прибалтика                     |       |    |                                |
| Лифляндская                 | 134                                         | — Рига                                      | 8                                                    | Прибалтика                     |       |    |                                |
| Эстляндская                 | 5134                                        | 1700 Ревель                                 | 12                                                   | Прибалтика                     |       |    |                                |

## Вооружение
На вооружении отрядов красной гвардии из стрелкового огнестрельного оружия были винтовки, карабины, пистолеты, револьверы, станковые и ручные пулемёты, — среди всего арсенала преобладали винтовки. Они были разных образцов и систем, львиную долю составляло оружие иностранного производства: австрийские, американские, итальянские, немецкие, турецкие, французские и японские, системы Бердана, Винчестера, Веттерли, Гра, Лебеля, Льюиса, Мосина и др. Как отметил в своих воспоминаниях М. В. Родзянко, батальоны Красной гвардии представляли собой «толпы народа, вооружённые чем попало». О красногвардейцах, вооружённых разнообразными винтовками и револьверами, пишет в своих воспоминаниях В. Б. Станкевич.